# Премія Діліс
Премія Діліс (англ. Dilys Award) — американська премія з літератури, яка вручалася щороку з 1992 по 2014 рік «Незалежною асоціацією продавців книг детективного жанру» тим книгам, які мали найбільші продажі у рік премії. Премія отримала свою назву на честь Барбари Діліс Вінн, яка заснувала перше спеціалізоване видання бестселерів кримінального жанру в США.

## Нагороди
- 1992 — Native Tongue[en] (Натуральний язик), Carl Hiaasen[en] (Карл Гаєесен);
- 1993 — Booked to Die (Заброньовано до смерті), John Dunning[en] (Джон Даннінг);
- 1994 — Смілла та її відчуття снігу (Frøken Smillas fornemmelse for sne), Петер Хьоґ (Peter Høeg);
- 1995 — One for the Money[en] (Одне для грошей), Janet Evanovich[en], (Жанет Іванович);
- 1996 — The Last Coyote[en] (Останній койот), Майкл Коннеллі, (Michael Connelly);
- 1997 — The Poet[en] (Поет), Майкл Коннеллі, (Michael Connelly);
- 1998 — Three to Get Deadly[en] (Троє, щоб отримати смертельне), Janet Evanovich[en], (Жанет Іванович);
- 1999 — Gone, Baby, Gone[en] (Прощавай, крихітка, прощавай), Денніс Лігейн (Dennis Lehane);
- 2000 — L.A. Requiem[en] (Лос-Анджелеський реквієм), Роберт Крейс (Robert Crais);
- 2001 — A Place of Execution[en] (Місце страти), Вел Макдермід (Val McDermid);
- 2002 — Mystic River[en] (Містична річка), Денніс Лігейн (Dennis Lehane);
- 2003 — In the Bleak Midwinter[en] (У похмурій середині зими), Julia Spencer-Fleming[en] (Джулія Спенсер-Флемінг);
- 2004 — Lost in a Good Book[en] (Біжи, Четвер, біжи, або Жорстка палітурка), Джаспер Ффорде (Jasper Fforde);
- 2005 — Демон, що спить у Декстері (Darkly Dreaming Dexter), Джефф Ліндсі (Jeff Lindsay);
- 2006 — Thirty-Three Teeth[en] (Тридцять три зуби), Colin Cotterill[en] (Колін Коттеріл);
- 2007 — Still Life (Натюрморт), Луїза Пенні (Louise Penny);
- 2008 — Thunder Bay (Громова затока), Вільям Кент Крюгер (William Kent Krueger);
- 2009 — Trigger City  (Тригерне місто), Sean Chercover (Шон Черковер)
- 2010 — The Sweetness at the Bottom of the Pie[en] (Солодкість на скоринці пирога), Алан Бредлі (Alan Bradley)
- 2011 — Bury Your Dead[en] (Поховай своїх мертвих), Луїза Пенні (Louise Penny);
- 2012 — Ghost Hero (Герой-привид), Ш. Дж. Розен (S. J. Rozan);
- 2013 — Before the Poison (Перед отрутою), Peter Robinson[en] (Пітер Робінсон);
- 2014 — Ordinary Grace[en] (Звичайна благодать), Вільям Кент Крюгер (William Kent Krueger).